# Лісово (Старгардський повіт)
Лісово (пол. Lisowo) — село в Польщі, у гміні Хоцивель Старгардського повіту Західнопоморського воєводства.
Населення — 333 особи (2011).
У 1975-1998 роках село належало до Щецинського воєводства.

## Демографія
Демографічна структура станом на 31 березня 2011 року:
|          | Загалом | Допрацездатний вік | Працездатний вік | Постпрацездатний вік |
| -------- | ------- | ------------------ | ---------------- | -------------------- |
| Чоловіки | 170     | 39                 | 116              | 15                   |
| Жінки    | 163     | 39                 | 91               | 33                   |
| Разом    | 333     | 78                 | 207              | 48                   |